# 阿斯達克
阿斯達克網絡信息有限公司（英語：AASTOCKS.com Limited）目前是由中国上海大智慧股份有限公司控制的全資子公司，它於2000年4月由TOM集團及All Asia Financial LLC成立，總部位於香港，在上海、深圳、新加坡和日本分別設有辦事處，為各類銀行、媒體、證券公司、證券監管機構、金融以及電訊機構提供資訊加工代理業務。公司已經獲取香港證監會專業投資諮詢顧問牌照及香港聯交所、上海證券交易所、深圳證券交易所、美國證券交易所、紐約證券交易所、納斯達克證券交易所特許資訊經營牌照。
公司最主要產品「阿斯達克財經網」和旗下移動端平台提供即時財經資訊及分析工具，內容包括港股、A股、美股、外匯及基金等。「阿斯達克財經網」在2018年度中國企業信用論壇暨第四屆「中國影響力品牌」電視盛典獲得「中國財經資訊服務客戶滿意最佳平台獎」，该公司聲稱每月不重覆造訪人數380萬且連續10年以上成為香港排名第1的財經網站及超過95%香港投資者選用
阿斯達克於2010年8月成為上海大智慧股份有限公司於香港的全資子公司。
公司在2016年成立子網站aabest.com。

## 外部連結
- AAStocks 阿思達克財經網 （页面存档备份，存于）
- aabest.com （页面存档备份，存于）